# IHLIA LGBTI Heritage
El IHLIA LGBTI Heritage, anteriormente Internationaal Homo/Lesbisch Informatiecentrum en Archief («Archivo y centro de información homo/lésbico internacional», IHLIA) es una ONG de los Países Bajos fundada en el año 2000. Es el mayor centro de información de su tipo en Europa. El IHLIA tiene una sede en Ámsterdam.
El ILHIA nació en el año 2000 de la fusión del Amsterdam Homodok, el Lesbisch Archief Amsterdam y el Lesbisch Archief Leeuwarden. Con base en esta unión, se llegó a una completa biblioteca y archivo, así como a un centro de información y documentación sobre temas que afectan a la comunidad LGBT. En Ámsterdam se encuentra el centro de documentación en la biblioteca pública (Openbar Bibliotheek Amsterdam, OBA) y en Leeuwarden antes estaba en el Anna Blaman-huis, pero desde julio de 2011 se encuentra también en la biblioteca pública. La sede en Leeuwarden se cerró en octubre de 2013.

## Historia
La Universidad de Ámsterdam ya había creado un departamento de «Estudios homosexuales» (Homostudies) desde 1971, con el objetivo de estudiar la historia de la homosexualidad. En años posteriores, la Universidad fusionó sus archivos con el Archief en Documentatiecentrum van Homosexualität, el Homodok y el Lesbisch Archief Amsterdam. Esto llevaría en el 2000 a la fundación del IHLIA.

## Colección
La biblioteca y el archivo contienen más de 100.000 publicaciones: libros, revistas, vídeos, documentales, folletos, carteles y ponencias. Las publicaciones no están sujetas a préstamo. Los estudiosos interesados pueden realizar copias y el IHLIA también puede realizar bibliografías.

## Actividades
El IHLIA ha organizado diversas exposiciones, entre las que se pueden destacar Monument van Trots, Faces and Phases, Zanele Muholi / Proudly African & Transgender, Gabrielle LeRoux, 25 years GLBT non discrimination policy, Faces of IGLYO, Oriental Echoes, 20 jaar Homomonument, Benno Premsela, We Live Here, Lesbian ConneXions, Gay rights activist in court y otros.
En julio de 2009, el IHLIA organizó unas 30 actividades para mujeres durante el Orgullo Gay de Ámsterdam.